# Party Sequence
Party Sequence è un brano musicale della band inglese Pink Floyd, ed è la settima traccia del loro album Soundtrack from the Film More, colonna sonora del film More - Di più, ancora di più, pubblicato nel 1969 dalla Columbia.

## Composizione
Si tratta di un breve pezzo strumentale accreditato a tutti i membri della band.
Inizia con un'intricata linea ritmica dei bonghi a cui fa seguito un flauto dolce che esegue la melodia di Seabirds, una canzone del gruppo, registrata per la colonna sonora del film ma poi scartata nell'album.

## Formazione
- Nick Mason: Percussioni.
- Lindy Mason: Tin whistle.